# Merodon rufipes
Merodon rufipes är en tvåvingeart som beskrevs av Sack 1913. Merodon rufipes ingår i släktet narcissblomflugor, och familjen blomflugor.
Artens utbredningsområde är Ukraina. Inga underarter finns listade i Catalogue of Life.